# ジャスト・ザ・トゥー・オブ・アス: ザ・デュエッツ・コレクション (Vol.2)
『ジャスト・ザ・トゥー・オブ・アス: ザ・デュエッツ・コレクション (Vol.2)』 (Just the Two of Us: The Duets Collection (Vol. 2))は、オリビア・ニュートン＝ジョンの死後に発表されたコンピレーション・アルバム。2023年8月に発売が告知され、2023年10月6日にプライマリー・ウェイヴから発売された。前作に引き続きキャリアの中で発表されたデュエット曲を収録している。

## 解説
アンディ・ギブとの「レスト・オン・ユア・ラヴ・オン・ミー」はビージーズの曲のカバーであり、1979年のユニセフ・ショーにおいて初めて歌われた、その後1980年のアンディのアルバム『アフター・ダーク』に収録された。
レイボン・ブラザーズとの「フォーリング」は1997年のレイボン・ブラザーズのセルフタイトル・アルバムに収録されている、オリビアが1981年に発表したアルバム『虹色の扉』に収録されていた曲とは同名異曲。
ジョン・ファーナムとの「デア・トゥ・ドリーム」は2000年シドニーオリンピックの開会式で歌われた楽曲で、同年の公式アルバムに収録されていた。
2002年のデュエット・アルバム『デュエット・ウィズ・オリビア』からは3曲が選ばれている。2006年にディオンヌ・ワーウィック、2007年にアン・マレーがそれぞれ発表したデュエット・アルバムにオリビアが参加した楽曲も今回収録された。
「ユー・ハフ・トゥ・ビリーヴ」は2015年にデイヴ・オードによって1980年のヒット曲「マジック」が再構築されたものであり、娘クロエ・ラッタンジーとのデュエット・ナンバーに生まれ変わっている。

## 収録曲
| #   | タイトル                                                            | 作詞・作曲                                                                              | プロデューサー                             | 時間 |
| --- | ------------------------------------------------------------------- | --------------------------------------------------------------------------------------- | ------------------------------------------ | ---- |
| 1.  | 「Dare to Dream」(with ジョン・ファーナム)                          | Paul Begaud , Vanessa Corish, Wayne Tester                                              | John Farnham, Ross Fraser, Chong Lim       | 4:58 |
| 2.  | 「Everybody's Someone」(with クリフ・リチャード)                    | Martin Sutton , Christopher Neil                                                        | Rupert Christie                            | 3:46 |
| 3.  | 「Rest Your Love on Me」(with アンディ・ギブ)                       | バリー・ギブ                                                                            | Barry Gibb, Albhy Galuten, Karl Richardson | 5:00 |
| 4.  | 「Wishin' and Hopin'」(with ディオンヌ・ワーウィック)               | バート・バカラック ハル・デヴィッド                                                     |                                            | 3:05 |
| 5.  | 「Getting Better All the Time」(with マリー・オスモンド)            | Jennifer Denmark Molly Reed                                                             | Jason Deere, Marie Osmond                  | 3:05 |
| 6.  | 「Falling」(with レイボン・ブラザーズ)                              | Lenny LeBlanc Eddie Struzick                                                            | Tony Brown, Don Kirby Cook                 | 3:19 |
| 7.  | 「Cotton Jenny」(with アン・マレー)                                 | Gordon Lightfoot                                                                        | Phil Ramone                                | 3:24 |
| 8.  | 「I’m Counting on You」(with ジョニー・オーキフ)                    | Alicia Evelyn                                                                           | Charles Fisher                             | 2:33 |
| 9.  | 「Tenterfield Saddler」(with ピーター・アレン)                      | Peter Allen                                                                             | Charles Fisher                             | 4:09 |
| 10. | 「I Will Be Right Here」(with デヴィッド・キャンベル)               | ダイアン・ウォーレン                                                                    | Charles Fisher                             | 4:27 |
| 11. | 「You Have to Believe」(with デイヴ・オード & クロエ・ラッタンジー) | ジョン・ファーラー Dave Audé Chloe Lattanzi Vasiliki Karagiorgos Jason Michael Robinson | Dave Audé                                  | 3:55 |

## チャート
| チャート(2023)                 | 最高 順位 |
| ------------------------------ | --------- |
| スコットランド (OCC)           | 91        |
| US Top Album Sales (Billboard) | 61        |
| UK Album Sales Chart(OCC)      | 49        |